# Christoph Ritter (Goldschmied)

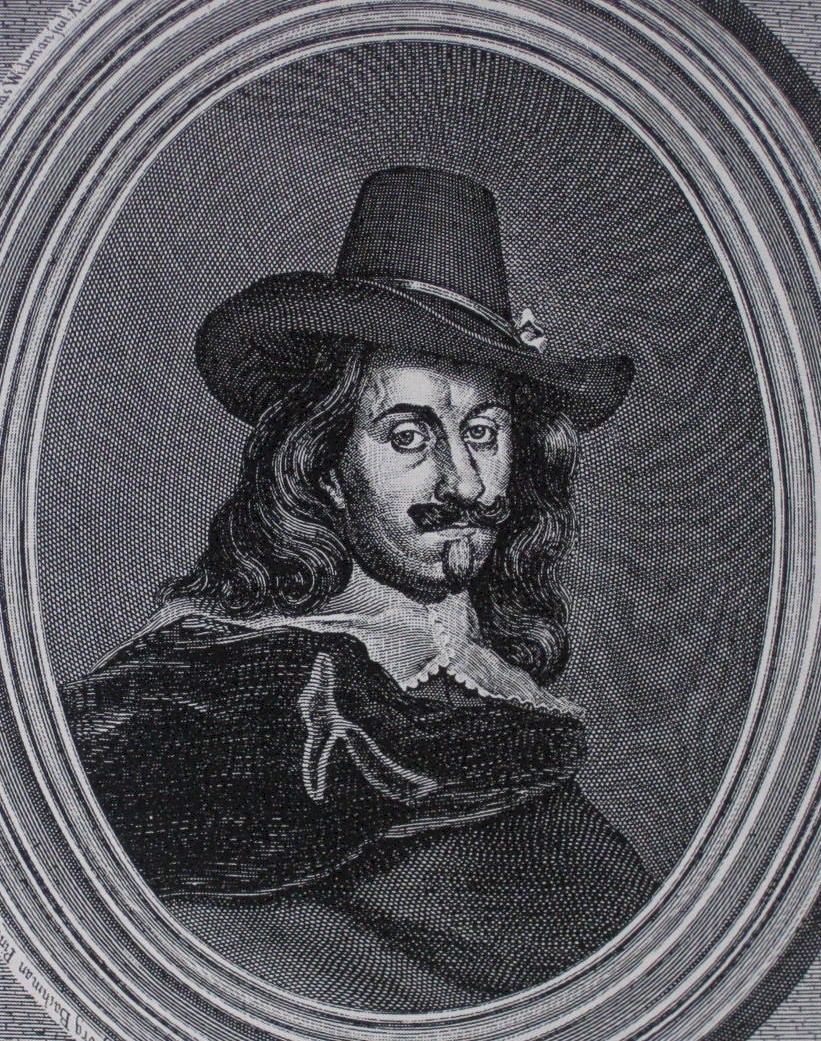
Georg Philipp Harsdörffer im Alter von 37 Jahren auf einem Kupferstich (1644) von Elias Widemann nach dem Gemälde von Georg Bachmann als Beispiel für einen Zeitgenossen von Christoph Ritter

Christoph Ritter (* 16. März 1610 in Nürnberg; † 19. November 1676 ebenda) war ein deutscher Goldschmied. Er arbeitete auch als Bildhauer, Wachsbossierer, Skulpteur und Medailleur des Barock. Joachim von Sandrart rühmte seinen Einfluss auf zeitgenössische Künstler, er habe anderen Meistern „großen Vorschub und Beyhülf getan“.

## Werke
- Neptunbrunnen, 1652–1660, Bronze, Schloss Peterhof bei St. Petersburg (Zweitguss in Nürnberg) in Ko-Urheberschaft mit Georg Schweigger.

## Auktionen
- 1825 in Nürnberg: Ein aufrecht stehender Hirsch welcher in seinen Klauen eine Vase hält; bey seinen hinteren Läufen stehet ein Hund.[1]